# Carlos María Gutiérrez
Carlos María Gutiérrez Paz (Montevideo, 10 de diciembre de 1926 - Montevideo, 21 de octubre de 1991) fue un escritor, periodista y caricaturista uruguayo. Estuvo casado con la actriz Dahd Sfeir.

## Biografía
Nació en Montevideo en 1926. Hijo de un juez de paz y de una maestra rural, vivió gran parte de su juventud en el departamento de Flores donde, junto a Raúl Sendic y otros estudiantes de secundaria, participaba en la publicación de una revista llamada Rebeldía.
En 1950 se inició como periodista en Marcha. Colaboró en varias publicaciones uruguayas y latinoamericanas como periodista, humorista político y crítico de cine. Entre ellas el diario Época, la revista Lunes Reporter (de la que fue secretario de redacción), El Debate, Acción, La Voz, Tiempo de Cambio, La Mañana y El País. Fue corresponsal de Le Monde entre 1967 y 1969. Durante su exilio colaboró con la revista Cuestionario de Buenos Aires, fue corresponsal de El País de Madrid a fines de los años 1970, redactor y asesor de El Diario de Caracas y colaborador de la revista Número. Al regresar del exilio se integró al semanario Brecha. Realizó coberturas de episodios como la caída del primer gobierno de Perón, el proceso de cambio en China durante los años 1970 y la sucesión de golpes de estado en Bolivia. Como dibujante humorístico utilizó varios seudónimos en la prensa: Gut, Baltasar Pombo, Pío, Paulo.
Integró el núcleo inicial de periodistas que en 1959 fundó la agencia cubana Prensa Latina, junto a Gabriel García Márquez, Rodolfo Walsh, Rogelio García Lupo y Jorge Ricardo Massetti, entre otros. Gutiérrez, Massetti y otros periodistas anunciaron el 29 de enero de 1959, en la televisión cubana, la creación de la nueva agencia de noticias. Durante una de las visitas a Sierra Maestra en 1958, Gutiérrez y el «Che» Guevara ya se habían planteado la necesidad de crear nuevos medios de prensa afines a la revolución cubana.
En 1967 publicó su primer libro, En la Sierra Maestra y otros reportajes, y en él recoge notas sobre su pasaje por Cuba, Bolivia y China, entre otras. Junto con Massetti y el ecuatoriano Carlos Bastidas Argüello, fue uno de los periodistas latinoamericanos que realizó reportajes a los guerrilleros de Sierra Maestra. En ese mismo año publicó ¿Integración latinoamericana?: de la Alianza para el Progreso a la OLAS, escrito en coautoría con Marcos Gabay.
Al siguiente año apareció en la editorial Arca El agujero en la pared, una selección de sus textos de humor político publicados entre 1953 y 1963 en los semanarios Lunes y Marcha, acompañados de ilustraciones del propio autor firmadas como «Gut». El libro incluye varios textos en los que remeda el estilo de escritura de varios autores, entre ellos Borges, Benedetti, Idea Vilariño y Larra.
Obtuvo el premio Casa de las Américas en 1970 con su libro de poesía Diario del cuartel donde en veinte poemas habla de su entonces reciente pasado como preso político, y de su interpretación de la decadencia social de su país. Formaban parte del jurado Ernesto Cardenal, Roque Dalton, Washington Delgado, Margaret Randall y Cintio Vitier.
A partir de la clausura del diario Época durante el gobierno de Jorge Pacheco Areco, estuvo preso y tuvo que exiliarse junto con Daniel Waksman. Vivió en Cuba de 1970 a 1973, en Buenos Aires de 1973 a 1976, en Suecia de 1976 a 1979, en España de 1979 a 1982 y en Venezuela de 1982 a 1986. Durante su exilio fue corresponsal de Prensa Latina y colaboró con prensa europea y latinoamericana. Junto a otros exiliados publicó en Estocolmo la revista Alternativa.
Reportaje a Perón, producto de una entrevista a Perón en su exilio en la España franquista, fue censurado en 1974, año de su publicación. Se secuestró y se quemó la edición además de incendiarse la librería en Buenos Aires que lo distribuía.
Su segundo libro de poesías es Incluido afuera (Arca, 1988), integrado por 32 poemas divididos en dos secciones Datos del cuartel e Incluido afuera. La primera sección consta de siete poemas, de los que cinco ya formaban parte de Diario del cuartel. El resto de los poemas refieren al exilio, a la derrota de su proyecto político y al regreso a su país.
Los ejércitos inciertos y otros relatos (Arca, 1991) fue su último libro publicado, en el que reunió cuentos aparecidos en diversos medios. En el prólogo Eduardo Galeano describió al cuento La noche de la cocina como «...uno de los pocos relatos perfectos que he leído en la vida».
Junto a José Luis Guerra compuso la letra y música de Milonga del fusilado, interpretada entre otros por Los Olimareños y Jorge Cafrune. Con Braulio López compuso la canción ¿Cuándo?
Se encuentra inédita una biografía sobre Ernesto «Che» Guevara, de la que se publicó un resumen que apareció en el fascículo 130 de la colección Los Hombres de la Historia. La historia universal a través de sus protagonistas (CEAL, 1970). También formó parte del número 35 de la colección Biblioteca Fundamental del Hombre Moderno, bajo el título Revolucionarios de tres mundos (Ho Chi Minh. Patrice Lumumba. Ernesto Che Guevara) (CEAL, 1971). En ambas publicaciones su nombre aparece como Carlos M. Gutiérrez.
Falleció en Montevideo en 1991, menos de dos meses antes de cumplir 65 años.
Ariel Collazo reunió varios de sus textos en prosa, poesía, reportaje y ensayo en su libro Carlos María Gutiérrez y el sentido mágico de la palabra (Ediciones de la Pluma, 2012).

## Obras
- En la Sierra Maestra y otros reportajes, periodismo (Tauro, 1967)
- ¿Integración latinoamericana?: de la Alianza para el Progreso a la OLAS, periodismo (Cruz del Sur, 1967) coautoría con Marcos Gabay
- El agujero en la pared, humorismo (Arca, 1968) con ilustraciones del autor, firmadas como «Gut».
- Diario del cuartel, poesía (Casa de las Américas, colección Los Premios, La Habana, 1970)
- El experimento dominicano, periodismo (Estados Unidos, 1972 - México, 1974)
- Reportaje a Perón, periodismo (Schapire Editor, Buenos Aires, 1974)
- Ernesto Che Guevara, periodismo (Inédito, resúmenes por CEAL 1970 y 1971)
- Incluido afuera, poesía (Arca, 1988)
- Los ejércitos inciertos y otros relatos, cuentos (Arca 1991, Ediciones de la Banda Oriental, 2002)